# U. A. Khader
UA Khader (Bilin, 1935 - Calicut, 12 de diciembre de 2020) fue un autor indio nacido en Birmania. Publicó distintos obras de distinto género en malabar, incluyendo novelas, novelas cortas, cuentos, relatos de viajes y no ficción. Sus trabajos han sido traducidas a varios idiomas, incluidos inglés, hindi y canarés. Recibió el Premio Sahitya Akademi en 2009 por Thrikkotur Peruma y también recibió el Premio Kerala Sahitya Akademi en 1983.

## Primeros años
UA Khader nació en 1935 a orillas del Río Irawadi, en Bilin, cerca de Rangún, Birmania. Su padre, Ussangaantakathu Moithootti Haji, era de Quilandy en Kerala, India, mientras que su madre Mamaidi era de origen birmano. Mamaidi murió tres días después del nacimiento de Khader, infectada por la viruela. Sin embargo, el niño estaba bien cuidado. Pocos años después, con el estallido de la Segunda Guerra Mundial, el niño y la familia se vieron obligados a huir de su vivienda en Birmania a zonas más seguras. A la edad de siete años, Khader regresó a la India y creció como malayali en el lugar natal de su padre en Quilandy. Estudió en Koyilandy High School y obtuvo un título en pintura en el Madras College of Arts. Khader se puso en contacto con escritores como KA Kodungalloor y figuras sociales como CH Mohammed Koya durante sus días como estudiante en Madrás, lo que resultó ser un punto de inflexión en su vida. Fue CH Mohammed Koya quien lo inició en el mundo de la lectura, dándole Balyakalasakhi de Vaikom Muhammed Basheer.

## Carrera
La primera historia de Khader se publicó en el semanario Chandrika en 1953. Ésta se basó en un incidente de la vida real en el que el autor tuvo que vender su reloj para comprar un juego de cena como regalo de bodas para un amigo. Khader había escrito con bastante dureza sobre su padre y su madrastra cuando escribió la historia. Le entregó la historia a CH Mohammed Koya, quien la modificó antes de publicarla en Chandrika. El mensaje de Koya a Khader fue que escribir historias no se trataba de escribir mal sobre los demás.
Fue presidente de Purogamana Kala Sahitya Sangham, una organización de artistas, escritores y entusiastas del arte y la literatura con sede en Kerala. Su última novela, Shathru, fue lanzada en enero de 2011. En su diario de viaje, Ormakalude Pegoda, que se publicó por entregas en Madhyamam Weekly desde enero de 2012, describe sus experiencias nostálgicas cuando visitó su ciudad natal, Yangon, después de un largo intervalo de casi 70 años.
Recibió el premio Sahitya Akademi en 2009 por Thrikkotur Peruma y también recibió el premio Kerala Sahitya Akademi en 1983.

## Fallecimiento
Falleció el 12 de diciembre de 2020 en un hospital privado de Calicut. Había estado sufriendo enfermedades respiratorias.

## Premios
- 1983: Premio Kerala Sahitya Akademi a la historia - Thrikkottur Peruma.
- 1993: Premio SK Pottekkattu - Katha Pole Jeevitham.[8]
- 1993: Premio Abudabí Shakti - Oru Piti Vattu.[9]
- 1999: Premio CH Mohammed Koya - Kalimuttam.
- 2009: Premio Kendra Sahitya Akademi - Thrikkottur Peruma.[10]
- 2019: Premio Literario Mathrubhumi - Contribuciones generales.[11]